# بتهنهاوزن
بتهنهاوزن (به آلمانی: Bethenhausen) یک شهر در آلمان است که در گرایتس واقع شده‌است. بتهنهاوزن ۲۶۴ نفر جمعیت دارد.